# Distrito electoral de Long Springs (condado de Banner, Nebraska)
Long Springs (en inglés: Long Springs Precinct) es un distrito electoral ubicado en el condado de Banner en el estado estadounidense de Nebraska. En el Censo de 2010 tenía una población de 690 habitantes y una densidad poblacional de 0,36 personas por km².

## Geografía
Long Springs se encuentra ubicado en las coordenadas 41°32′23″N 103°43′35″O / 41.53972, -103.72639. Según la Oficina del Censo de los Estados Unidos, Long Springs tiene una superficie total de 1932.82 km², de la cual 1932.42 km² corresponden a tierra firme y (0.02%) 0.4 km² es agua.

## Demografía
Según el censo de 2010, había 690 personas residiendo en Long Springs. La densidad de población era de 0,36 hab./km². De los 690 habitantes, Long Springs estaba compuesto por el 95.65% blancos, el 0% eran afroamericanos, el 0.43% eran amerindios, el 0% eran asiáticos, el 0% eran isleños del Pacífico, el 3.19% eran de otras razas y el 0.72% pertenecían a dos o más razas. Del total de la población el 3.77% eran hispanos o latinos de cualquier raza.